# Међузвездани медијум
У астрономији, Међузвездани медијум или интерстеларни медијум је назив за материју која се налази између звезда у галаксији. Под „материја” се подразумева гас у атомском, молекулском или јонизованом стању, затим космички зраци и прашина. У међузвезданом простору такође има и електромагнетног зрачења, који се назива поље међузвезданог зрачења.
Међузвездани медијум није хомоген, и у сваком делу галаксије је другачији. Можемо га поделити на основу стања гаса (јонизовани, атомски или молекулски) као и по густини или температури материје. Овај простор међу звездама најчешће заузима водоник, затим хелијум и доста мали проценат кисеоника, азота и угљеника.
У хладним деловима међузвезданог медијума, гас је обично у молекулском стању, и густине од просечно 106 молекула по 3. Топлије регионе, међутим сачињавају јонизовани облици гаса и густина је мања него у молекулском-око 10-4 јона по cm3. (Поређења ради, у ваздуху се налази просечно 1019 молекула по 3). 90% свих гасова у међузвезданом медијуму је водоник, 9% хелијум, а атоми тежи од ходоника и хелијума заузимају свега 1% простора (налазе се близу супернова).
Прва летелица која је дошла до међузвезданог медијума је Војаџер 1, 25. августа 2012. године.

## Материја у међузвезданом медијуму
На следећој табели (доле) приказане су врсте медијума и њихове особине.
| Врста материје                 | Удео у Млечном путу | Величина (pc) | Температура (К) | Густина (атоми по cm3) | Стање водоника    |
| ------------------------------ | ------------------- | ------------- | --------------- | ---------------------- | ----------------- |
| Молекулски облак               | < 1%                | 80            | 10-20           | 102—106                | молекулски        |
| Хладан неутрални медијум (CNM) | 1—5%                | 100—300       | 50-100          | 20—50                  | неутрални атомски |
| Врућ неутрални медијум (WNM)   | 10—20%              | 300-400       | 6000-10000      | 0.2—0.5                | неутрални атомски |
| Врућ јонизовани медијум (WIM)  | 20—50%              | 70            | 8000            | 0.2—0.5                | јонизован         |
| HII региони                    | < 1%                | 1000          | 8000            | 102—104                | јонизован         |
| Галактичка корона              | 30—70%              | 1000-3000     | 106—107         | 10−4—10−2              | јонизован         |

### Структура
Међугалакстички медијум је турбулентан и има своју структуру у простору.
Звезде се рађају у молекулским облацима (великих пар парсека) и за време свог живота интерагују са међузвезданим медијумом физички. Соларни ветар утиче на медијум јер у њега избацује огромне количине јонизованих честица, па долази до хиперсоничне турбуленције. Понекад честице из соларног ветра у међузвезданом медијуму формирају вреле балоне разних величина који су видљиви у икс и радио делу зрачења.
Сунце се тренутно креће кроз део међузвезданог медијума назван Локални међузвездани облак.

### Интеракција са међупланетарним медијумом
Граница између међузвезданог и међупланетарног медијума зове се хелиопауза. Она није јасно одређена, мада се сматра да се налази иза којперовог појаса, на 90-100 АЈ од Сунца. Ту честице соларног ветра успоравају испод соничних брзина и реагују са међузвезданом материјом. Прва летелица која је прешла хелиопаузу и ушла у међузвездани простор је Војаџер 1, 25. августа 2012. Сада се бави анализом и снимањем спектара међузвездане материје.

## Загревање и хлађење
Међузвездани медијум није у термодинамичкој равнотежи и на њега се не може применити Максвелова расподела брзина у гасовима. Постоји више процеса којима се међузвездани гас хлади или загрева:

### Загревање
- Загревање космичким зрачењем - космички зраци су најчешћи облик загревања гаса у међузвезданом простору, јер могу да пробију у његову дубину. Енергију на гас преносе путем слободних електрона или јонизацијом. Најзначајнији су космички зраци малих енергија од пар MeV јер су најбројнији.
- Фотоелектрично загревање - ултраљубичасто зрачење које потиче са врелих звезда може да веже за себе електроне и тако их уклони из међузвезданог гаса. Када фотон удари о неку честицу у гасу пренесе јој енергију, односно топлоту. Овом методом загревају се само мали делови (зрна) целокупног гаса чија је величина  (r је величина једног молекула у зрну).
- Фотојонизација - када се електрон ослободи (нпр. продирањем ултраљубичастог зрачења у гас), он односи кинетичку енергију величине Eфотон - јонизација. Овај процес најзаступљенији је у  регионима.

- Загревање Х зрачењем - икс зраци, као и ултраљубичасти, могу да уклоне електрон из гаса и тиме јонизују атом из кога је електрон узет. Ово загревање најзаступљеније је у топлим гасовима мале густине који се налазе близу објеката који емитују икс зрачење (нпр. неутронске звезде).
- Хемијско загревање - одвија се у молекулским гасовима. Када се два водоника споје и формирају молекул (Н2) ослобађа се енергија јачине 4.48 eV у виду топлоте. Тиме се загрева мали део гаса где се створио молекул. Сударањем тих молекула, као и слободних атома, такође се загрева гас.

Остале, мање значајне врсте загревања:
- гравитациони колапс дела међузвезданог гаса
- експлозије супернове
- соларни ветар
- ширење НII региона

### Хлађење међузвезданог гаса
- постепено хлађење појединих региона - ова врста хлађења је најзаступљенија, у свим врстама гаса који сачињавају међузвездани медијум осим у молекулским облацима и веома врућим гасовима. Јавља се у CII, OI, OII, OIII, NII, NIII, NeII, NeIII и HII регионима. Сударањем атома у овим регионима побуђују се електрони и прелазе на више нивое. Затим, када се буду враћали на претходни, уобичаједни ниво који им припада ослободиће се добијене енергије путем израченог фотона. Фотони енергију гаса односе изван међузвезданог медијума и тако се гас хлади.

## Пропагација радиоталаса
Радио таласи од ≈10 kHz (веома ниске фреквенције) до ≈300 GHz (екстремно високе фреквенције) шире се другачије у међузвезданом простору него на површини Земље. Постоји много извора сметњи и изобличења сигнала који не постоје на Земљи. Велики део радио астрономије зависи од компензације различитих ефеката ширења да би се открио жељени сигнал.

## Открића
Године 1864. Вилијам Хагинс је помоћу спектроскопије утврдио да је маглина направљена од гаса. Хагинс је имао приватну опсерваторију са телескопом од 8 инча, са сочивом Алвина Кларка; али је био опремљен за спектроскопију која је омогућила продорна посматрања.
Године 1904. једно од открића направљено помоћу телескопа Потсдамски велики рефрактор било је присуство калцијума у међузвезданом медију. Астроном Јоханес Франц Хартман је из спектрографских посматрања бинарне звезде Минтаке у Ориону утврдио да се у простору налази елемент калцијум.
Међузвездани гас је даље потврдио Слифер 1909. године, а затим је 1912. године и међузвездану прашину потврдио Слифер. На тај начин је у низу открића и постулизација његове природе потврђена укупна природа међузвезданог медија.
У септембру 2020. представљени су докази о води у чврстом стању у међузвезданом медију, а посебно о воденом леду помешаном са силикатним зрнцима у космичкој прашини.